# Décès en novembre 2007
Décès
- 2003
- 2004
- 2005
- 2006
- 2007
- 2008
- 2009
- 2010
- 2011

Pour une information complémentaire, voir la page d'aide.

| Date         | Nom                       | Activités | Âge | Source |
| ------------ | ------------------------- | --- | --- | ------ |
| 1er novembre | Sonny Bupp                | acteur américain | 79  |        |
| 1er novembre | Paul Tibbets              | pilote américain. Commandant de Enola Gay, l'avion qui largua la bombe A sur Hiroshima. | 92  |        |
| 2 novembre   | Oreste Benzi              | prêtre italien. Fondateur de la Communauté Jean XXIII. Surnommé le « Curé des prostituées. » | 82  |        |
| 2 novembre   | Mary Lillian Ellison      | lutteuse américaine | 84  |        |
| 2 novembre   | Don Freeland              | pilote automobile américain. Huit participations aux 500 miles d'Indianapolis, (3e place en 1956). | 82  |        |
| 2 novembre   | Witold Kiełtyka           | musicien polonais. Batteur du groupe de Death metal Decapitated. | 23  |        |
| 2 novembre   | Igor Moïsseïev            | chorégraphe russe | 101 |        |
| 2 novembre   | Guy Seradour              | peintre français | 85  |        |
| 2 novembre   | S. P. Thamilchelvan       | militaire et homme politique sri-lankais. Leader des Tigres de libération de l'Eelam tamoul. | 40  |        |
| 3 novembre   | Suzanne Bachelard         | philosophe française. Professeur de philosophie à La Sorbonne ; fille de Gaston Bachelard. | 88  |        |
| 3 novembre   | Alexandre Dediouchko      | acteur de cinéma russe | 45  |        |
| 3 novembre   | Wojciech Mazurkiewicz     | journaliste polonais | 51  |        |
| 3 novembre   | Maurice Couve de Murville | homme d'Église britannique. Archevêque de Birmingham de 1982 à 1999. Cousin de l'ancien premier ministre français Maurice Couve de Murville. | 78  |        |
| 3 novembre   | George Ratterman          | joueur américain de football U.S | 80  |        |
| 4 novembre   | Wolfgang Borchert         | acteur allemand | 85  |        |
| 4 novembre   | Cyprian Ekwensi           | écrivain nigerian | 86  |        |
| 4 novembre   | Hideo Hagiwara            | peintre japonais | 94  |        |
| 4 novembre   | Henriette Jelinek         | écrivaine française. Lauréate du Grand prix du roman de l'Académie française en 2005. | 84  |        |
| 4 novembre   | Dorothy LaBostrie         | auteure-compositrice américaine | 79  |        |
| 4 novembre   | Ryan Shay                 | athlète américain. Champion américain du marathon de New York en 2003. | 29  |        |
| 4 novembre   | Peter Viertel             | scénariste allemand | 86  |        |
| 5 novembre   | Nils Liedholm             | joueur et entraîneur de football suédois. Membre de l'équipe de Suède finaliste de la Coupe du monde 1958. | 85  |        |
| 5 novembre   | Paul Norris               | artiste américain | 93  |        |
| 5 novembre   | Eva Petrik                | femme politique autrichienne | 76  |        |
| 6 novembre   | Enzo Biagi                | écrivain et journaliste italien | 87  |        |
| 6 novembre   | Hilda Braid               | actrice britannique | 75  |        |
| 6 novembre   | Fredy K                   | rappeur français. Membre du groupe ATK. | ?   |        |
| 6 novembre   | Sayed Mustafa Kazemi      | homme politique afghan. Un des leaders et porte-parole du parti d'opposition Front national uni; ancien ministre du Commerce du gouvernement de transition (2002-2004). | 48  |        |
| 6 novembre   | Hank Thompson             | chanteur américain de musique country | 82  |        |
| 7 novembre   | Lucien Bonnet             | footballeur français. | 73  |        |
| 7 novembre   | Yahia Bouaziz             | historien algérien | 78  |        |
| 7 novembre   | Hobart Brown              | sculpteur américain | 74  |        |
| 7 novembre   | Earl Dodge                | homme politique américain. Candidat aux élections présidentielles de 1984, 1988, 1992, 1996 et 2000. | 74  |        |
| 7 novembre   | Mohammed Taoud            | Chef d'orchestre marocain et maître de la musique arabo-andalouse | 79  |        |
| 8 novembre   | Stephen Fumio Hamao       | cardinal japonais | 77  |        |
| 8 novembre   | Niu Manjiang              | biologiste américain | 95  |        |
| 8 novembre   | Hannes Taugwalder         | écrivain suisse | 96  |        |
| 9 novembre   | Luis Herrera Campins      | président du Venezuela de 1979 à 1984 | 82  |        |
| 9 novembre   | Pierre Lemaire            | peintre français | 87  |        |
| 9 novembre   | José Moreno               | acteur espagnol | 74  |        |
| 10 novembre  | Laraine Day               | actrice américaine | 90  |        |
| 10 novembre  | Norman Mailer             | écrivain américain | 84  |        |
| 10 novembre  | Pierre Pujo               | homme politique et journaliste français. Dirigeant historique du mouvement royaliste l'Action française. | 77  |        |
| 11 novembre  | Yukio Hayashida           | homme politique japonais. Gouverneur de Kyōto de 1978 à 1986 et ministre de la Justice de 1987 à 1988. | 91  |        |
| 11 novembre  | Delbert Mann              | réalisateur américain | 87  |        |
| 11 novembre  | Dick Nolan                | joueur puis entraîneur américain de foot. U.S | 75  |        |
| 11 novembre  | Cees van Oyen             | acteur néerlandais | 71  |        |
| 11 novembre  | Mira Rychlicka            | actrice polonaise. Fit partie de la troupe du Théâtre Cricot 2 de Tadeusz Kantor | 77  |        |
| 12 novembre  | Ferdinando Baldi          | réalisateur italien | 80  |        |
| 12 novembre  | Gustave Depoorter         | footballeur français. | 86  |        |
| 12 novembre  | Khanmohammed Ibrahim      | joueur de cricket indien | 88  |        |
| 12 novembre  | Piet Koornhof             | homme politique sud-africain. Ancien ambassadeur et ministre. | 82  |        |
| 12 novembre  | Ira Levin                 | écrivain américain | 78  |        |
| 12 novembre  | Janlavyn Narantsatsralt   | premier ministre de Mongolie de 1998 à 1999 | 50  |        |
| 12 novembre  | Pierre Novat              | peintre panoramiste français | 79  |        |
| 13 novembre  | John Doherty              | footballeur britannique | 72  |        |
| 13 novembre  | Kazuhisa Inao             | joueur de baseball professionnel japonais | 70  |        |
| 13 novembre  | Tinius Nagell-Erichsen    | éditeur, journaliste et milliardaire (seconde fortune du pays) norvégien. Fondateur et propriétaire du journal 20 minutes. | 73  |        |
| 13 novembre  | Hélène Petter             | peintre franco-suisse | 95  |        |
| 13 novembre  | Igor de Schotten          | résistant français | 84  |        |
| 13 novembre  | Robert Taylor             | athlète américain. Médaille d'argent du 100 m. et champion olympique du relais 4 × 100 m. (1972) | 59  |        |
| 14 novembre  | Michael Blodgett          | acteur, scénariste et romancier américain. | 68  |        |
| 14 novembre  | Ronnie Burns              | acteur américain. Fils de l'acteur George Burns et de l'actrice Gracie Allen. | 72  |        |
| 14 novembre  | Bertha Fry                | supercentenaire américaine. Troisième personne la plus âgée dans le monde. | 113 |        |
| 14 novembre  | Jean Jadot                | footballeur belge | 79  |        |
| 14 novembre  | Jan Kaczmarek             | humoriste et artiste de cabaret polonais | 62  |        |
| 14 novembre  | Yadav Pant                | économiste et homme politique népalais | 82  |        |
| 15 novembre  | Sergio del Valle Jimenez  | général, physicien et homme politique cubain. Ancien ministre. | 70  |        |
| 15 novembre  | Domokos Kosáry            | historien hongrois. Président de l'Académie des Sciences de Hongrie de 1990 à 1996. | 94  |        |
| 15 novembre  | Joe Nuxhall               | joueur de baseball américain. Pitcher pour les Reds de Cincinnati. | 79  |        |
| 16 novembre  | Mohamed Bouzoubaâ         | homme politique marocain. Ministre de la Justice de 2002 à 2007. | 68  |        |
| 16 novembre  | Pierre Granier-Deferre    | cinéaste français | 80  |        |
| 16 novembre  | Grethe Kausland           | actrice et chanteuse norvégienne | 60  |        |
| 16 novembre  | Trond Kirkvaag            | acteur norvégien | 61  |        |
| 16 novembre  | Jacques Laigneau          | syndicaliste français. Fondateur de la Coordination rurale (CA). | 74  |        |
| 17 novembre  | Ambroise Noumazalaye      | premier ministre de la République du Congo de 1966 à 1968 et président du Sénat depuis 2003 | 73  |        |
| 18 novembre  | Marcel Bruel              | tribun et leader syndicaliste de premier plan, organisateur de la modernisation du monde rural dès l'immédiat après-guerre, et de la représentativité des branches généraliste et d'élevage, instigateur et structurateur de la filière viande à l'échelon mondial. Secrétaire général de la FNSEA de 1961 à 1968, créateur du Centre d'information des viandes. | 85  |        |
| 18 novembre  | Sidney Coleman            | physicien américain | 70  |        |
| 18 novembre  | Ellen Müller-Preis        | athlète autrichienne. Médaille d'or de fleuret aux Jeux olympiques d'été de 1932. | 95  |        |
| 18 novembre  | Joe Shaw                  | footballeur britannique. Détenteur du record du plus grand nombre de matches joués pour Sheffield United Football Club | 79  |        |
| 19 novembre  | André Bettencourt         | homme politique français. Ancien ministre. | 88  |        |
| 19 novembre  | Paul Brodie               | saxophoniste canadien | 73  |        |
| 19 novembre  | Magda Szabó               | écrivaine hongroise | 90  |        |
| 19 novembre  | Dick Wilson               | acteur américain | 91  |        |
| 20 novembre  | Doc Paulin                | musicien américain de jazz | 100 |        |
| 20 novembre  | Ian Smith                 | premier ministre de l'ex-Rhodésie (Zimbabwe) de 1964 à 1979 | 88  |        |
| 21 novembre  | Daniel Bernardet          | homme politique français. Sénateur UMP de l'Indre depuis 1989. | 80  |        |
| 21 novembre  | Robert Etcheverry         | comédien français | 70  |        |
| 21 novembre  | Fernando Fernán Gómez     | acteur, réalisateur et écrivain espagnol | 86  |        |
| 21 novembre  | Claude Jean-François      | médecin et homme politique haïtien. Spécialiste en orthopédie. Ancien ministre de la santé et président de la Croix-Rouge. | 63  |        |
| 21 novembre  | Tom Johnson               | joueur canadien de hockey sur glace | 79  |        |
| 21 novembre  | Richard Leigh             | écrivain britannique | 64  |        |
| 21 novembre  | Herbert Saffir            | ingénieur américain. Concepteur de l'échelle de Saffir-Simpson. | 90  |        |
| 22 novembre  | Maurice Béjart            | danseur et chorégraphe français | 80  |        |
| 22 novembre  | Reg Park                  | culturiste et acteur britannique. Mr. Univers en 1951. | 79  |        |
| 23 novembre  | Francesc Candel           | écrivain et journaliste espagnol | 82  |        |
| 23 novembre  | Joe Kennedy               | joueur américain de baseball | 28  |        |
| 23 novembre  | Vladimir Krioutchkov      | diplomate, général et espion soviétique. Directeur du KGB de 1988 à 1991. Leader du putsch manqué contre Mikhaïl Gorbatchev en 1991. | 83  |        |
| 24 novembre  | Casey Calvert             | guitariste/screamer du groupe emo/post-hardcore américain Hawthorne Heightsde 2001 a 2007. | 26  |        |
| 24 novembre  | Antonio Lamer             | juriste canadien. Juge en chef de la Cour suprême de 1990 à 2000. | 74  |        |
| 24 novembre  | Joseph Minish             | homme politique américain. Représentant U.S du New Jersey de 1963 à 1985 | 91  |        |
| 24 novembre  | William O'Neill           | homme politique américain. Gouverneur du Connecticut de 1980 à 1991 | 77  |        |
| 25 novembre  | Kevin DuBrow              | chanteur de Quiet Riot américain | 52  |        |
| 25 novembre  | Ha Geun-chan              | écrivain sud-coréen | 76  |        |
| 25 novembre  | Jean-Pierre Hamonet       | peintre français | 75  |        |
| 26 novembre  | Manuel Badenes            | joueur et entraîneur de football espagnol. | 78  | (en)   |
| 26 novembre  | Herb McKenley             | athlète jamaïcain | 85  |        |
| 26 novembre  | Pierre Miquel             | historien et romancier français. Spécialiste de la Première Guerre mondiale. | 77  |        |
| 27 novembre  | Cecil Payne               | saxophoniste de jazz américain | 84  |        |
| 27 novembre  | Sean Taylor               | joueur américain de football U.S. | 24  |        |
| 28 novembre  | Jeanne Bates              | actrice américaine | 89  |        |
| 28 novembre  | Fred Chichin              | guitariste français. Membre des Rita Mitsouko. | 53  |        |
| 28 novembre  | Elly Rosemeyer-Beinhorn   | aviatrice allemande. Veuve du pilote automobile Bernd Rosemeyer | 100 |        |
| 28 novembre  | Gudrun Wagner             | épouse du directeur du festival de Bayreuth | 63  |        |
| 29 novembre  | Édouard Kula              | footballeur français. | 63  |        |
| 29 novembre  | François-Xavier Ortoli    | homme politique français. Président de la Commission européenne de 1973 à 1977 et ancien ministre. | 82  |        |
| 29 novembre  | Roger Smith               | homme d'affaires américain. PDG de General Motors de janvier 1981 à juillet 1990 | 82  |        |
| 30 novembre  | John Ackrill              | philosophe britannique. Professeur d'histoire de la philosophie à l'université d'Oxford de 1966 à 1989. | 85  |        |
| 30 novembre  | Jean Frézal               | médecin français. Spécialiste de la génétique. | 85  |        |
| 30 novembre  | Evel Knievel              | cascadeur américain | 69  |        |
| 30 novembre  | Philippe Luthers          | animateur et producteur télé belge | 52  |        |
| 30 novembre  | Ian MacArthur             | homme politique britannique | 82  |        |